# Pierre Boya
Pierre Boya (Douala, 16 gennaio 1984) è un ex calciatore camerunese, di ruolo attaccante.

## Palmarès

### Club

#### Competizioni nazionali
- Campionato libanese: 1

Olympic Beirut: 2002-2003
- Campionato serbo: 2

Partizan: 2004-2005, 2010-2011
- Supercoppa di Romania: 1

Rapid Bucarest: 2007
- Coppa di Serbia: 1

Partizan: 2010-2011
- I-League: 1

Mohun Bagan: 2014-2015